# ウォライタ県
ウォライタ県（ウォライタけん、ウォライタ語: Wolaytta Moottaa）、またはウォライタゾーン（英語: Wolayita Zone、Wolaita Zone）とは、エチオピア南部にある県である。南エチオピア州に属し、ソドが行政中心地である。ウォライタン人（ウォライタ人）が在住するため名付けられた。
ウォライタの起源は13世紀のウォライタ王国までさかのぼり、エチオピア帝国に併合されるまで独自の王国が栄えていた。1995年、内戦を経て誕生したエチオピア連邦政府はウォライタを南部の諸民族が集まる南部諸民族州に編入した。ウォライタ人は自治権を求める運動を続け、2000年に北オモ県を解体する形で独自の県が形成された。その後もウォライタ人はより自治度の高い独自の州を求める活動は続いている。

## 歴史

### ウォライタ王国
ウォライタの人々は、3つの王朝にわたる50人以上の王で知られている。ウォライタの王は「カウォ（Kawo）」と呼ばれた。ウォライタの国民は、13世紀以降まで遡る王国を持っていた。当時のウォライタ王国は、現在の領域より大きな南北にまたがる王国を持っていた。ウォライタ王国は周辺の南部諸民族や、ティグレやアムハラの遠方の地域から移民を受け入れていた。19世紀後期、ウォライタ王国は南部の諸国家の中で最も有力な王国であった。
ウォライタ王国の最後のカウォ、トナ・ガガによって率いられた抵抗戦争は、メネリク2世による勢力拡大全体の流れにあった。戦いの敗北により、ウォライタ王国は1894年にエチオピア帝国によって占領された。これにより、他のエチオピア南部の諸民族もエチオピア帝国に併合されることとなった。ウォライタ王国が侵攻された後、デルボ（Delbo）はソドとしてウォライタの行政中心地となった。メネリク軍はウォライタの秩序を維持することに苦労し、行政官はウォライタ人を搾取した。そしてウォライタは衰退へと向かった。

### 州の地位の要求
1991から1994年のエチオピア暫定政府の発展解消の期間中、ウォライタは地域州9（Kilil 9）という独自の州を持っていたが、1995年に連邦が構成される際に南部諸民族州（SNNPR）に統合された。以降、ウォライタ人による連邦政府への反対が発生し始めた。自治を求める反対派は殴打や拷問に遭い、多数の若者が追放された。
1997年に南エチオピア人民民主運動は、ウォライタと隣接する民族を統合してウォガドガ（WoGaGoDa）県を創設しようとした。この試みは人々の激しい抵抗を招き、政府の同化政策は最終的に放棄された。しかし、数千人が拘束され、数百人が殺害され、数十万人のウォライタ人が当時の北オモ県の首都であったアルバ・ミンチから強制移住させられた。ウォライタ人が独自の県を求め、暴動で少なくとも5人が治安部隊に殺害された。しかし、ウォライタ人は人工言語と文化意識の強制を拒絶した。
2000年までウォライタは北オモ県の一部であり、1994年の国勢調査ではその地域の住民が含まれていた。1994年の調査では県の民族割合の調査ではウォライタ人44.17%、ガモ人26.79%、その他29.04%であった。ウォライタ人の「民族主義」は連邦政府により、北オモの民族集団間の摩擦の要因であるとされた。与党であった南エチオピア人民民主運動（SEPDM）は「限られた政府資源の効率的な運用」を達成するために民族の分類を調整し、統合し、統一する必要性を強調した。しかし、2000年に県の分割が行われ、ウォライタ、ガモ・ゴファ、ダウロ県、そして2つの特別郡が創設された。

#### ウォライタ州設立の動き
州昇格のためのウォライタの憲法上の権利は近年勢いを増しており、全水準で行われた広範な協議の結果、ウォライタ州を設立する提案が承認された。ダガード・グンベの行政期間中、県議会は州昇格を要求することを全会一致で決定し、憲法の規定に従い、2018年12月19日にSNNPR政府に住民投票の要求書を正式に送付した。
2020年8月、SNNPR議会のウォライタ県議員38人が州を4つの連合州に再編成する動きに抗議して議会を脱退した。ウォライタ県の代表者たちは、その動きが独立州昇格の要求を考慮していないと主張している。
2019年5月と12月に、ウォライタでSNNPRから分離して独自の州になることを支持する集会が開催された。2019年12月20日の集会では、県が州になることを求める要求を国立選挙管理委員会に送付しなかった県議会の失敗に反対の声が上がった。

### 2023年住民投票
2018年、ウォライタはSNNPR議会に独自の州を形成する要求を提出した。しかし、2020年6月にシダマ州が設立された後、その要求はすぐには対処されなかった。代わりに、当時の与党であった南エチオピア人民民主運動は、二つ以上の県と特別郡を統合して連合州を設立することを希望していた。当初は、ウォライタ県議会は独立した住民投票を主張し、一方的に州の独立を宣言すると脅した。これに呼応して、連邦治安部隊がウォライタ県の指導者や活動家に対して弾圧を行い、多くの人々が逮捕された。
2022年8月1日、数ヶ月の交渉を経て、ウォライタ県議会は決定を覆し、他の県と特別郡とともに一つの州を形成することに同意した。その結果、2月にウォライタおよび他の五つの県と五つの特別郡において州昇格に関する住民投票が実施され、ウォライタ、ガモ、ゴーファ・ズリア、南オモ、ゲテオ、およびコンソの県と特別郡であるディラシェ特別郡、アマロ、ブルジ、バスケット、およびアレがSNNPR内に残るか、独自の州を形成するかを決定した。
2023年2月20日、エチオピア国家選挙管理委員会は住民投票の結果を発表した。しかし、ウォライタ県の公式結果はその時点では発表されなかった。選挙管理委員会によれば、投票の前後に多くの不正行為が行われたため、ウォライタ県の住民投票は2023年6月19日に再実施された。二度目の住民投票は、エチオピアでこれまで行われた他の住民投票とは異なり、登録と投票が同じ日に行われた。 その8日後、結果が発表され、ウォライタ県が南エチオピア州の一部となることが決定した。

## 地理
ウォライタは南エチオピア州の16の行政県の一つであり、アディスアベバから300キロメートル南に位置している。北西にタンバロ特別郡、東はバイレト川によってオロミア州アルシ県と境になり、南にはアバヤ湖とクチャ郡、西はオモ川が境界になっている。

### 地形

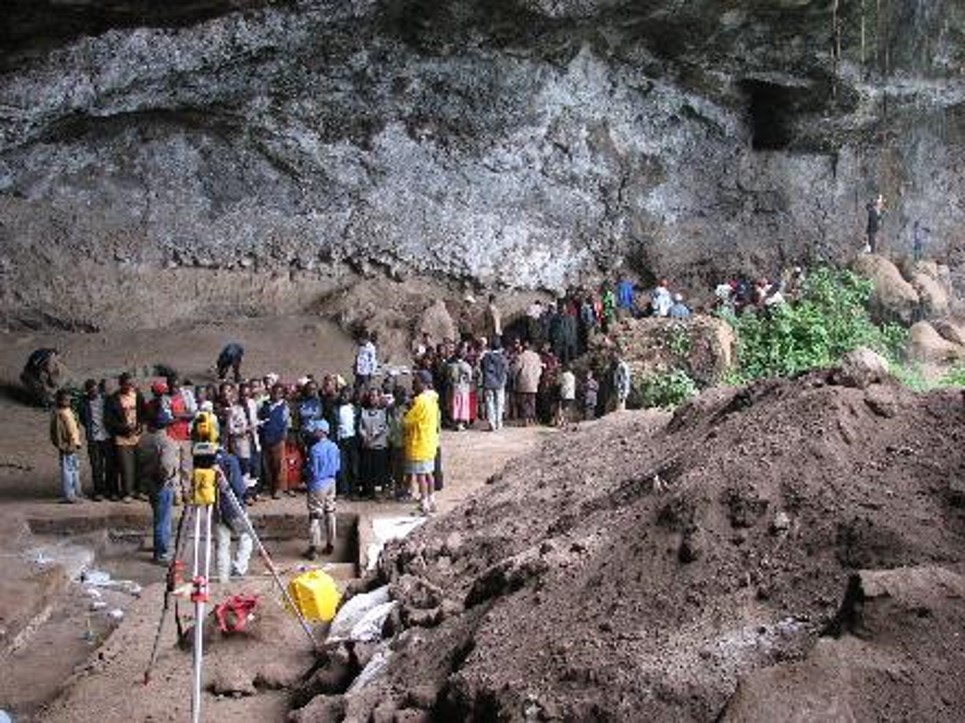
モチェナ・ボラゴ遺跡

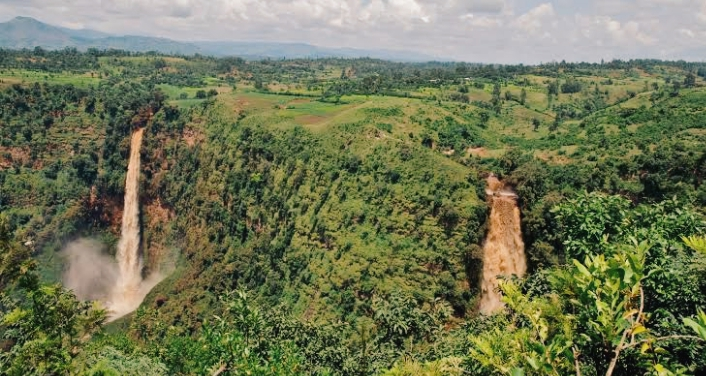
アジョラ滝

ウォライタの土壌の色は赤褐色である。乾季になると土壌はレンガのように硬くなり、雨の後に耕作が可能になる。平地や丘陵地の土壌層は平均で30メートルと非常に深い。土壌は肥沃で、雨が定期的に降り、年に二回の作物を生産する。
ダモタ山はソドの北約12キロメートル（またはアディスアベバから南へ約320キロメートル）、ウォライタ県のソド・ズリア郡にあり、標高は約3000メートルである。山はウォライタの屋根、もしくは給水塔と呼ばれ、雨季には雪に覆われる。山は急斜面、峡谷、緩やかな下腹などの地形的特徴を持ち、近くの植生に大きな影響を与えている。このため、ダモタ山周辺には多様な生態域が密集している。年間平均降水量は2000ミリメートルで、特に6月から9月にかけて多くの雨が降る。
モチェナ・ボラゴ岩陰遺跡は、ソドの北西、ダモタ山（Mt. Damota）の南西斜面に位置している。モチェナ・ボラゴ岩陰遺跡は海抜約2200メートルに位置している。モチェナ・ボラゴ岩陰遺跡にアクセスするには、ソドからホサナ道路を約10キロメートル車で進む。未舗装の道への分岐点には標識がある。年々岩陰遺跡へのアクセスが容易になっている。小さな滝が岩陰遺跡の上から山のふもとに流れる小川へと流れている。2006年から2008年にかけて、フロリダ大学の南西エチオピア考古学プロジェクト（SWEAP）が岩陰遺跡の後期更新世の堆積物の発掘を行った。
アジョラ滝は、アジャンチョ川（Ajancho）とソキエ川（Sokie）によって形成された双子の滝で、アディスアベバから約390キロメートルの位置にある。アジャンチョの滝は崖の端から210メートルの高さで落ち、ソキエの滝はそれよりやや低く170メートルの位置である。この118の滝はアレカ市の北約7キロメートルに位置しているが、現地への接続は市から約25キロメートルの未舗装の道を車で進む必要がある。他のエチオピアの観光地と同様に、アジョラ滝の観光は国内観光客が主で、時には外国人観光客の23倍に上る。年間平均で、現地を訪れるのは14人の国際観光客と195人の国内観光客である。

### 気候
ウォライタの気候は、3月から10月まで続く二峰性の降雨法則を持っている。最初の雨季は3月から5月まで続く。次の雨季は7月から10月まで続き、7月と8月にピークを迎える。過去43年間の平均年間降雨量は1014ミリメートル（39.9インチ）。年間平均気温は19.9度で、月ごとの気温は7月の17.7度から2月と3月の22.1度まで変動する。
気候は安定しており、日中の気温は24度から30度、夜間の気温は16度から20度の間で年間を通じて変動する。一年は6月から10月までの雨季（balgguwaa）と10月から6月までの乾季（boniya）に分かれ、2月には短期間のいわゆる「小雨」（badhdheesaa）が降る。地域全体の平均年間降雨量は1350ミリメートル（53インチ）。

### 郡・地区

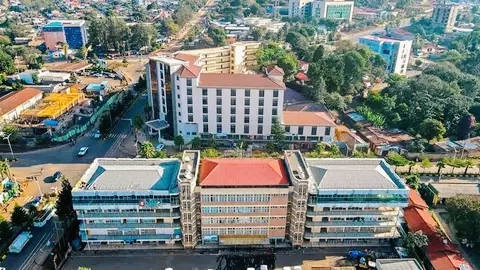
ソドの町並み

ウォライタは南部でガモ県に接し、西部ではオモ川がダウロ県の境になっている。北西部ではケンバタ県とテンバロ特別郡に接し、北部ではハディヤ県に接し、北東部ではオロミア州に接し、東部ではビラテ川がシダマ州との境になっている。そして南東部ではアバヤ湖がオロミア州との境になっているウォライタの行政中心地はソドである。他の主要な町には、アレカ、ボディティ、テベラ、バレ・ハワッサ、ゲスバ、グヌノ、ベデッサ、およびディムトがある。ウォライタ地域は16の郡と7つの市から構成されている。ウォライタ県にはさまざまな町や都市も存在する。以下はウォライタ県の都市。
| 都市名         | 地区               | 都市の人口 |
| -------------- | ------------------ | ---------- |
| ソド           | ソド・ズリア       | 200,450    |
| アレカ         | ボロソ・ソレ       | 80,693     |
| ボディティ     | ダモト・ガレ       | 61,983     |
| ディンテゥ     | ディグナ・ファンゴ | 25,294     |
| バレ・ハワッサ | キンド・コイシャ   | 16,926     |
| テベ           | フンボ             | 16,019     |
| グヌノ         | ダモト・ソレ       | 15,700     |
| ゲスバ         | オッファ           | 13,927     |
| シャント       | ダモト・プラサ     | 13,719     |
| ベデッサ       | ダモト・ワイデ     | 13,612     |

### 人口
エチオピアの中央統計局（CSA）によって実施された2021年の人口予測に基づくと、この地域の総人口は614万2063人（面積4208.64平方キロメートル）。 地域の総人口のうち、女性は311万5050人、男性は302万7013人。ウォライタの人口密度は1平方キロメートルあたり520.8人。

2007年にCSAが実施した国勢調査では、この地域の総人口は150万1112人と報告された。そのうち、36万6567人（11.49%）が都市住民で、さらに1196人（0.08%）が複数の信仰を持つ者だった。地域全体で31万454世帯が計算され、1世帯あたりの平均人数は4.84人、住宅数は29万7981件だった。地域で報告された最大の民族集団はウォライタ人（96.31%）で、その他のすべての民族集団は人口の3.69%を占めていた。住民のうち、96.82%が第一言語としてウォライタ語を話し、残りの3.18%がその他の主要言語を話していた。51.34%がプロテスタント、43.04%がエチオピア正教会を実践しており、5.35%がカトリックを受け入れていた。
| ウォライタ県の宗教（2007年現在）                | ウォライタ県の宗教（2007年現在）                | ウォライタ県の宗教（2007年現在） | ウォライタ県の宗教（2007年現在） | ウォライタ県の宗教（2007年現在） |
| ----------------------------------------------- | ----------------------------------------------- | -------------------------------- | -------------------------------- | -------------------------------- |
|                                                 |                                                 |                                  |                                  |                                  |
| プロテスタント                                  | プロテスタント                                  |                                  | 51.34%                           | 51.34%                           |
| 正教会                                          | 正教会                                          |                                  | 43.04%                           | 43.04%                           |
| カトリック                                      | カトリック                                      |                                  | 5.35%                            | 5.35%                            |
| その他 （例えば、イスラム教、エホバの証人など） | その他 （例えば、イスラム教、エホバの証人など） |                                  | 2.3%                             | 2.3%                             |

## 政治

### 行政

#### 県長
2000年からウォライタ県には県長が置かれている。
| 任期                                | 肖像 | 現任                        | 所属                               | 注釈 |
| ----------------------------------- | ---- | --------------------------- | ---------------------------------- | ---- |
| 2000年 – 2001年                     |      | マモ・ゴデボ                | 南エチオピア人民民主運動（SEPDEM） |      |
| 2001年 – 2004年                     |      | フィレウ・アルタイェ        | SEPDEM                             |      |
| 2004年7月 – 2008年                  |      | アマヌエル・オトロ          | SEPDEM                             |      |
| 2008年 – 2010年                     |      | ハイルバアハン・ゼナ（PhD） | SEPDM                              |      |
| 2011年 - 2013年                     |      | テスファイエ・イゲズ        | SEPDM                              |      |
| 2013年 – 2016年                     |      | エヨブ・ワテ                | SEPDM                              |      |
| 2016年 – 2018年                     |      | アスラト・テラ（PhD）       | SEPDM                              |      |
| 2018年7月から2018年11月13日         |      | ゲタフン・ガレデウ（PhD）   | SEPDM                              |      |
| 2018年11月13日から2020年8月28日     |      | ダガート・クンベ            | 繁栄党                             | 退任 |
| 2020年8月28日から2021年10月19日まで |      | エンドリアス・ゲタ（PhD）   | 繁栄党                             |      |
| 2021年10月19日から2023年9月8日      |      | アキリル・レンマ            | 繁栄党                             |      |
| 2023年9月8日から現在                |      | サムエル・フォラ            | 繁栄党                             |      |

## 経済
農業は農村部人口の90%以上の生計手段である。畜産は作物生産を補完しており、ウォライタの家畜人口は、推定で牛68万5886頭、羊8万7525頭、ヤギ9万215頭、馬1951頭、家禽66万9822羽、蜂の巣3万8564個。農家は主に牛肉とバターのための牛の生産でよく知られている。彼らは、飼料の補助剤（穀物、根菜類）、家庭の残り物、そして草を使用する、特徴的な雄牛の肥育の長い伝統を持っている。ソドの酪農地帯は、牛乳生産の成長を達成する大きな可能性を持つ地域の一つであると評価される。トウモロコシ、ハリコット豆、タロイモ、サツマイモ、エンセーテ、バナナ、アボカド、マンゴー、コーヒーはウォライタおよび周辺地域の小規模農家にとって多大な利益のある主要作物である。現在、キャッサバも繁茂している。穀物、根菜類、エンセーテ、コーヒーの生産を含む混合農業が行われている。エンセーテはウォライタの食料経済において重要な要素であり、主食または主食と同等なものとして機能する。土地が非常に乏しく、結果として穀物の収穫量が低い地域の場合、高収量のエンセーテは食料の安定供給を達成する。エンセーテはその耐乾性からも人気がある。

## 社会

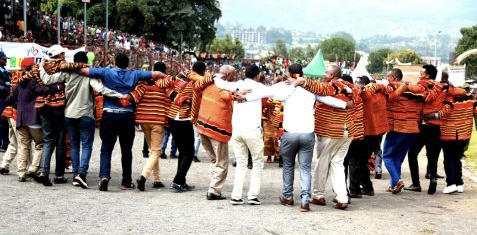
レケ（Leke）の演奏をしている

### 祭り
ギフェーテは、ウォライタで毎年9月に祝われる最も有名な祭りである。ウォライタの新年祭であるギフェーテは、前夜と祝祭の週に特別な食べ物であるベッチレ（Baacciraa）とムチチュウェ（Muchchuwaa）を食べながら祝われる。ギフェーテはウォライタの新年祭であり、ウォライタの人々が何百年も前から祝ってきたものである。ギフェーテは毎年日曜日に祝われ、メスケレム（9月）14日から20日の間の日曜日に行われる。ギフェーテは、近く遠くからすべての人々を一つに結びつける架け橋である。

### 音楽・歌
ウォライタ語への弾圧が緩められた後、ウォライタ語は政治的に肥沃になり、同時にウォライタの歌も発展した。ウォライタ語の歌のいくつかは文化への訴えや社会問題に触れている。

## 著名人
- アスラット・テラ（英語版） (PhD)、エチオピアの政治家で、2018年10月からエチオピア家畜開発研究所の所長を務めている
- チェルネ・グゲサ（英語版）、エチオピア・プレミアリーグのセントジョージとエチオピア代表チームでプレーするエチオピア人のプロサッカー選手
- ダガート・クンベ（英語版）、元ウォライタ県管理局長兼エチオピア連邦民主共和国文書登録・認証行政局長
- エンドリアス・ゲタ（英語版）、エチオピアの政治家で、灌漑・低地・地域省の副大臣
- ファイアー・アルタイエ（英語版）、エチオピアの政治家、ウォライタ県の第二代行政長官
- ゲブレメスケル・チャラ（英語版）（PhD）、エチオピア貿易・地域統合大臣
- ゲタフン・ガレデュー（英語版）（PhD）、エチオピア連邦環境保護庁の総局長であり、過去にはエチオピア教育省の国務大臣も務めた
- ギルド・カッサ（英語版）、エチオピアのレコードプロデューサー、作詞家、歌手
- ハイレベルハン・ゼナ（英語版）、エチオピアの政治家で、2017年6月から連邦住宅公社の副最高経営責任者
- ハイレマリアム・デサレン、（工学者）、かつてエチオピアの首相を務めた
- カムズ・カッサ（英語版）、エチオピアの音楽作曲家および作詞家
- モトロミ・サト（英語版）（またはKawo Motolomi Sate）、ウォライタ王国（英語版）の創設者であり、12世紀にダモト王国のもとで現代のエチオピアの大部分を支配した
- オガト・サナ（英語版）（またはKawo Ogato Sana）、ウォライタ王国の最も著名な王の一人で、ティグレ王朝と共に存在した
- カウォ・トナ・ガガ（英語版）、ウォライタ王国（英語版）の最後の王であり、1896年にメネリク2世とアババ・ジファー（英語版）の連合軍に敗れるまで、メネリク軍を6回にわたって打ち破った
- サナ・チューブ（英語版）、ウォライタ王国（英語版）のティグレ王朝の第9代王だった
- レゲセ・モタ、デルグ政権時代にエチオピア国立銀行（英語版）の総裁を務めていた
- メンギスツ・ハイレ・マリアム、エチオピアの軍人および政治家であり、1977年から1991年までエチオピア人民民主共和国の国家元首であり、1984年から1991年までエチオピア労働者党の書記だった
- ロマン・テスファイエ（英語版）、エチオピアのファーストレディ（2012年–2018年）であり、過去には国連開発計画などで高級管理職を務めていた
- サミュエル・ウルカト（英語版）（PhD）、エチオピア連邦反汚職委員会の委員長であり、かつてはエチオピア科学高等教育省（英語版）の大臣を務めた
- サンチョ・ゲブレ（英語版）は、エチオピアの歌手、振付師、ダンサー
- シメオン・ガローレ、イルバ県（英語版）と北オモ県（英語版）の最高行政官
- テクレウォルド・アトナフ（英語版）、エチオピアの政治家で、エチオピア国立銀行（英語版）の総裁を約20年間務めた
- テスファイエ・イゲズ（英語版）、現在南エチオピア州副知事を務めているエチオピアの政治家
- テショメ・トガ（英語版）、エチオピア在中国大使
- イェシュルン・アレマイエフ（PhD）、エチオピア宇宙科学技術研究所の副所長であり、初のエチオピア人衛星開発班の班長